# Marek Madey

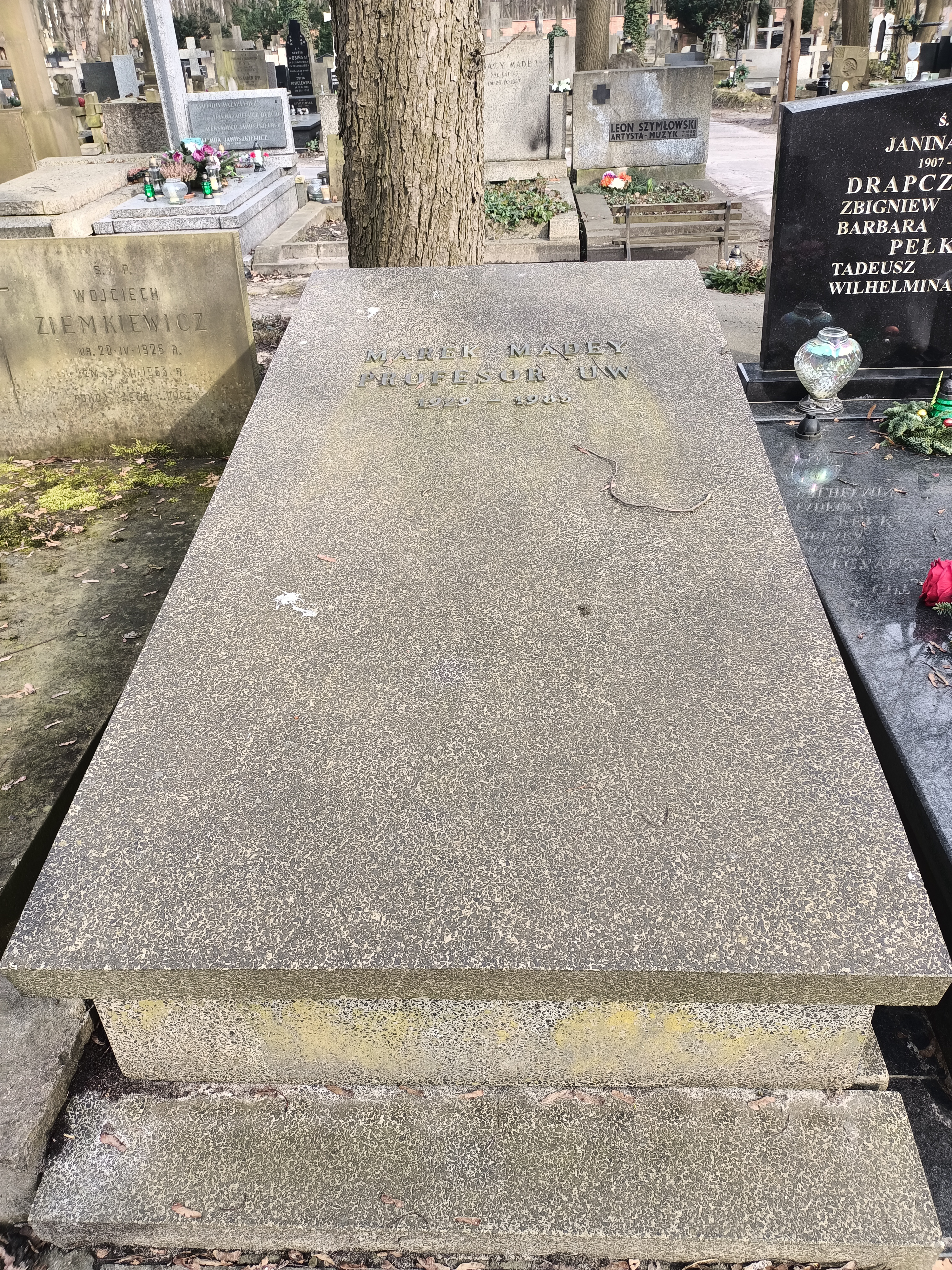
Nagrobek Marka Madeya na cmentarzu powązkowskim w Warszawie

Marek Madey (ur. 18 czerwca 1929, zm. 12 lipca 1983 w Warszawie) – polski prawnik, profesor nauk prawnych, nauczyciel akademicki Uniwersytetu Warszawskiego, specjalista prawa cywilnego.
Uzyskał stopień naukowy doktora oraz stopień naukowy doktora habilitowanego. Nadano mu tytuł profesora. Został nauczycielem akademickim Wydziału Prawa i Administracji Uniwersytetu Warszawskiego. Był dyrektorem Instytutu Prawa Cywilnego na tym wydziale.
Był członkiem Rady Legislacyjnej przy Prezesie Rady Ministrów.

## Wybrane publikacje
- Stosunki własnościowe przedsiębiorstw państwowych : studium prawa polskiego (1964)
- Rękojmia przy dostawach w obrocie uspołecznionym w PRL (1965)
- Prawo własności w PRL : zarys wykładu (współautor: Jan Wasilkowski, 1969)
- Rękojmia i gwarancja (1970)
- Działanie systemu umów w gospodarce uspołecznionej (1971)
- Zarys prawa gospodarczego (współautor: Andrzej Stelmachowski, 1980)
- Problemy jakości w ogólnych warunkach umów (1980)[1]